# Amandine Leynaud
Amandine Suzanne Monique Leynaud (nascida em 2 de maio de 1986) é uma ex- jogadora profissional de handebol francesa .  Ela é abertamente lésbica e ela e sua esposa Annabelle são mães de Marcel e Mila.  Ela é atualmente a treinadora de goleiros da seleção francesa de handebol .

## Carreira
Amandine Leynaud fez parte do elenco medalha de prata na Rio 2016.